# Hudson Acres
Pour les articles homonymes, voir Hudson.
Hudson Acres est une exclave de Vaudreuil-Dorion, ville du Québec située dans la municipalité régionale de comté (MRC) de Vaudreuil-Soulanges dans la région de la Montérégie.

## Toponymie
Le toponyme de ce hameau est officialisé en 1990. La Commission de toponymie du Québec est muette au sujet de l'origine de son nom. Par contre, elle écrit à propos de la ville de Hudson, sa voisine : « Hudson souligne le rôle appréciable de George Matthews, propriétaire d'une importante verrerie locale établie en 1845, dont l'épouse se dénommait Elisa Hudson ». Auparavant, le hameau se dénommait plutôt « Secteur Hudson Acres ».

## Géographie
Ce territoire est bordé à l'ouest par la municipalité de Rigaud, au nord par la municipalité de Hudson et au sud par la municipalité de Saint-Lazare. La composition géologique à Hudson Acres se compose de grès, conglomérat, calcaire et dolomie datant du Cambrien (grès de Potsdam, formations de Brador et de Forteau), à l'instar de la bande allant de Rigaud à Vaudreuil. Le territoire de Hudson Acres est boisé ou en pâturage sur sa plus grande partie.
L'habitation champêtre s'est développée sur des rues locales au nord de l'autoroute 40 et donnant sur le chemin Harwood. Plusieurs projets de construction domiciliaire devraient se réaliser en prolongement du secteur habité au nord de l'autoroute. Le secteur au sud de l'autoroute 40 est plutôt agricole et compte quelques fermes de chevaux. Ce secteur est arrosé par la rivière à la Raquette alors que la rivière Viviry, autrefois appelée rivière Vivarais, coule dans le secteur habité. La localité est relativement boisée. Le dindon sauvage et le cerf de Virginie y séjournent,.
Le chemin Harwood (route 342) est une route collectrice reliant la localité à Rigaud, à Hudson et à Vaudreuil. L'autoroute Félix-Leclerc (autoroute 40) traverse le territoire de la localité d'est en ouest, sans échangeur. L'accès à Hudson Acres se fait par les échangeurs 17 (à Rigaud) et 22 (à Saint-Lazare). La montée Alstonvale permet des échanges nord sud en traversant l'autoroute 40 sous un viaduc. Le chemin du Fief est un chemin local en gravier desservant le secteur rural au sud de l'autoroute. Il est isolé du reste de la localité et est accessible par la route 201 à Rigaud. En ce qui a trait au transport en commun, la localité est desservie par la ligne 61 d'autobus du Conseil intermunicipal de transport La Presqu'Île à raison d'un passage en période de pointe du matin et d'un passage en période de pointe d'après-mdi en direction ou en provenance de la gare Vaudreuil de train de banlieue.

## Histoire
Le territoire de Hudson Acres fait partie de l'ancienne seigneurie de Vaudreuil. Il est sans doute compris dans le fief de Choisy qui donne son nom à la localité de Choisy adjacente. Le chemin Harwood, autrefois la route 17 (maintenant la route 342), reliait Montréal à Ottawa. Ce chemin est construit en 1931, comme mesure de relance économique.

## Administration locale
La localité n'a aucun statut juridique. Elle est entièrement administrée par la ville de Vaudreuil-Dorion. Elle fait partie du district électoral 3 - Du fief-Cavagnal lui-même divisé en trois segments, Hudson Acres à l'ouest, moins populeux, le secteur de la Petite-Côte, territoire rural de Vaudreuil-Dorion le long du chemin Harwood au sud de l'A-40 et de l'A-30, dont Hudson Acres est le prolongement naturel, et enfin à l'est un nouveau secteur résidentiel en développement près de la gare Vaudreuil. Ce district est représenté au conseil municipal par Robert A. Laurence.

## Économie
Les principales entreprises de Hudson Acres comprennent des fermettes équines, par exemple les Écuries Edgehill, et des commerces de proximité.